# Stałe Przedstawicielstwo Stolicy Apostolskiej przy Biurze Narodów Zjednoczonych i Agencjach Wyspecjalizowanych w Genewie
Stałe Przedstawicielstwo Stolicy Apostolskiej przy Biurze Narodów Zjednoczonych i Agencjach Wyspecjalizowanych w Genewie – misja dyplomatyczna Stolicy Apostolskiej przy Biurze Narodów Zjednoczonych i organizacjach międzynarodowych znajdujących się w Genewie. Siedziba stałego obserwatora mieści się w Pregny-Chambésy.
Stały obserwator w Genewie jest przedstawicielem papieskim przy:
- Biurze Narodów Zjednoczonych w Genewie (stały obserwator od 1967)
- Światowej Organizacji Handlu (stały obserwator od 1997)
- Międzynarodowej Organizacji ds. Migracji (przedstawiciel od 2011[a]).

## Historia
Pierwszego stałego obserwatora w Genewie mianował w 1967 papież Paweł VI.

## Stali obserwatorzy w Genewie
- ks. Henri de Rietmatten (1967 - 1971) Szwajcar
- ks. Silvio Luoni (1971 - 1978) Włoch
- abp Jean Rupp (1978 - 1980) Francuz
- abp Edoardo Rovida (1981 - 1985) Włoch
- abp Justo Mullor García (1985 - 1991) Hiszpan
- abp Paul Fouad Tabet (1991 - 1995) Libańczyk
- abp Giuseppe Bertello (1995 - 2000) Włoch
- abp Diarmuid Martin (2001 - 2003) Irlandczyk
- abp Silvano Maria Tomasi CS (2003 - 2016) Włoch
- abp Ivan Jurkovič (2016 - 2021) Słoweniec
- abp Fortunatus Nwachukwu (od 2021) Nigeryjczyk